# Chassalia blumeana
Chassalia blumeana là một loài thực vật có hoa trong họ Thiến thảo. Loài này được Govaerts mô tả khoa học đầu tiên năm 2008.